# Strawberry Shake Sweet
Strawberry Shake Sweet (ストロベリーシェイク Sweet, Sutoroberī Sheiku Sweet) est un manga yuri créé par la mangaka Shizuru Hayashiya (en) et sérialisé par Ichijinsha dans le magazine Yuri Shimai, puis dans le magazine Comic Yuri Hime qui lui a succédé. Durant sa parution dans Yuri Shimai le titre de l’œuvre se limitait à Strawberry Shake (ストロベリーシェイク, Sutoroberī Sheiku), et c'est seulement lors du changement de magazine que le manga a pris son titre définitif. Le manga a été publié en deux tankōbons parus le 18 janvier 2006 et le 17 janvier 2009.
Strawberry Shake Sweet raconte l'histoire de deux jeunes mannequines et de leur incapacité à exprimer les sentiments romantiques qu'elles ont l'une envers l'autre. Certaines pages du manga reprennent le format des yonkomas

## Synopsis
À 16 ans, Julia Tachibana est une jeune modèle et actrice. Un jour, sa manager lui présente Ran Asuka, une nouvelle recrue à qui elle doit montrer les ficelles du métier. Julia a le coup de foudre pour Ran, mais n'ose pas lui avouer ses sentiments. De son côté Ran est timide mais se rapproche doucement de sa nouvelle amie Julia. Elle va alors subitement réaliser que le bonheur qu'elle éprouve en sa présence est davantage de l'ordre de l'amour que de l'amitié.

## Personnages
Julia Tachibana (橘樹里亜, Tachibana Juria)
Le personnage principal du manga. À 16 ans, elle est l'une des plus grands talents de l'entreprise « Shanghai Talent Limited ». De ce fait, elle est d'abord jalouse du potentiel de Ran, mais finit par en tomber amoureuse. Elle est particulièrement têtue et agace facilement sa manager. Elle saigne du nez quand Ran est proche et prononce des mots à double-sens par inadvertance. Bien qu'elle soit talentueuse dans son travail, elle est romantiquement incapable, ce qui amène sa manager à la traiter d'idiote et d'incompétente.
Ran Asakawa (浅川蘭, Asakawa Ran)
Une nouvelle recrue de « Shanghai Talent Limited ». Également âgée de 16 ans, elle est beaucoup plus grande que Julia. Elle est également complètement inconsciente des sentiments de cette dernière à son égard. Elle est assez distraite, et parfois complètement « dans la lune ». À cause de son incapacité à reconnaître ses sentiments et ceux de Julia, sa manager la qualifie de « tête en l'air ».
Ryōko Saeki (冴木涼子, Saeki Ryōko)
À 28 ans, elle est la manager de Ran et Julia. Elle est au courant des sentiments de Julia pour Ran, et les situations gênantes que cela provoque la dérange souvent. Bien qu'elle soit d'une nature calme, l'attitude de Julia la frustre fortement. Elle considère le comportement et les sentiments amoureux de Kaoru à son égard comme une nuisance.
Haruna Enomoto (榎本春菜, Enomoto Haruna)
Une autre modèle de « Shanghai Talent Limited ». Elle a un an de moins que Ran et Julia. Elle aime Kaoru, mais celle-ci préfère la prendre à la légère indéfiniment. Elle est facilement embarrassée et devient parfois jalouse lorsque quelqu'un d'autre reçoit l'attention de Kaoru.
Kaoru Shinjō (新城薫, Shinjō Kaoru)
La coiffeuse des modèles de « Shanghai Talent Limited ». Elle a un caractère facile et aime embêter les gens, particulièrement Saeki et Haruna. Elle est au courant des sentiments qu'éprouve Haruna pour elle, mais n'a quant à elle d'yeux que pour Saeki. Elle est très fière de son travail et a déjà coiffé et maquillé le groupe féminin Zlay (une parodie du groupe Glay).
Ryō (リョウ)
La chanteuse principale du groupe Zlay. C'est une fière amoureuse de yuri, et elle a directement su qui était l'objet de l'affection de Julia. Pour les autres personnages, son amour pour les filles parait disproportionné. Elle apparaît de façon impromptue tout au long du manga, prenant les personnages par surprise. Elle apporte des conseils hasardeux et peut identifier les émotions des gens par leur « aura ».
Reki (レキ)
Une autre membre du groupe Zlay et la petite amie de Ryō. Elle est beaucoup plus calme que cette dernière, et parfois agacée par son attitude extravertie. Elle est directe, au point d'en être parfois blessante d’honnêteté.
Megumu Sudō (須藤めぐむ, Sudō Megumu)
À 25 ans, elle est la manager junior de Saeki chez « Shanghai Talent Limited ». D'après Zlay, elle est amoureuse d'une de ses supérieurs, faisant indirectement référence à ses sentiments pour Saeki. Elle l'a nié, mais Julia a commenté « elle est totalement comme ça ! » lorsque Megumu a admis que les battements de son cœur accéléraient quand elle pensait à Saeki.

## Manga

### Liste des volumes
| no | Japonais        | Japonais      |
| no | Date de sortie  | ISBN          |
| -- | --------------- | ------------- |
| 1  | 18 janvier 2006 | 9784758070003 |
| 2  | 17 janvier 2009 | 9784758070409 |